# RTV!
RTV! foi um telejornal brasileiro que estreou pela RedeTV! em 1999. Apresentado inicialmente por Florestan Fernandes Jr. e Cláudia Barthel o telejornal, produzido do Rio de Janeiro, ia ao ar diariamente a tarde e foi extinto no ano de 2003 quando a emissora resolveu mesclar o telejornal com o antigo TV Esporte, dando origem ao TV Esporte Notícias.

## Apresentadores
- Cláudia Barthel
- Florestan Fernandes Jr.
- Letícia Levy (Previsão do Tempo)